# دوري السوبر الأوغندي 1991
دوري السوبر الأوغندي 1991 (بالإنجليزية: 1991 Uganda Super League)‏ هو موسم من دوري السوبر الأوغندي. أشرف على تنظيمه اتحاد أوغندا لكرة القدم، وكان عدد الأندية المشاركة فيه 12، وفاز فيه نادي كامبالا سيتي.